# Neil Kinnock
Neil Gordon Kinnock, Baron Kinnock (født 28. marts 1942) er en walisisk politiker og medlem af det britiske parlament fra 1970 til 1995. I perioden fra 1983 til 1992 var han leder af Labour (hvilket svarer til det danske Socialdemokrati) og dermed leder af oppositionen under hhv. Margaret Thatcher og John Major. Kinnock var EU-kommissær fra 1995 til 2004.
Neil Kinnock var bestyrelsesformand for Labour (formand for den årlige kongres) i 1987-1988.
Hans søn Stephen Kinnock er gift med Helle Thorning-Schmidt, tidligere leder af Socialdemokraterne og Danmarks statsminister fra 3. oktober 2011 til 28. juni 2015.
I 2005 blev Neil Kinnock baron og medlem af det britiske overhus.